# Adèle Decerf
Adèle Decerf, dite aussi Adèle Droin et la mère Adèle, née Marguerite-Adèle Decerfèze le 9 décembre 1843 à Urciers et morte le 15 décembre 1922 à Pontoise, est une danseuse de french cancan et une tenancière de cabaret, figure emblématique de Montmartre.

## Biographie
Ancienne danseuse, elle rachète en 1886 un modeste cabaret malfamé situé au 4, rue des Saules, le Cabaret des Assassins, peu après la mort de Jean François Louis Adolphe Salze, son fondateur,. Aussi appelé À ma campagne, Au Lapin à Gill ou Au Lapin Agile, c'est sous cette dernière enseigne que l'établissement devient célèbre,. Le débarrassant de sa clientèle la plus douteuse, la mère Adèle le rend plus fréquentable et le transforme en un café-restaurant-concert. Dans cette cantine décorée de tableaux paillards, elle entonne à l'aide d'un piano quelques romances pour ses amis artistes (Guillaume Apollinaire, André Salmon, Max Jacob, Pierre Mac Orlan…). Plus tard secondée par son mari, elle y accueille chansonniers et poètes. L'endroit devient un des plus célèbres cabarets de Montmartre. Parmi les habitués figurent les peintres Adolphe Léon Willette, David Widhopff, Georges Redon, les romanciers Georges Courteline et Clovis Hugues, ou encore Stephen Pichon, alors journaliste et futur ministre des Affaires étrangères,.
En 1903, la mère Adèle vend son établissement à Aristide Bruant — le fonds de commerce étant d'abord repris par Estelle, une des bonnes d'Adèle, puis par Frédéric Gérard, dit Frédé, — puis elle ouvre 14 bis, rue Norvins, dans une baraque en planches, un petit restaurant. Appelé Chez Adèle puis Au Vieux Chalet, il est lui aussi fréquenté par de nombreuses personnalités parisiennes,,. Des anciens du Lapin Agile, mais aussi les illustrateurs Jules Depaquit et Ricardo Florès, la chanteuse Lucienne Bréval, la romancière Colette.
La mère Adèle cède son affaire en 1912. Retirée sur la butte Pinson, elle meurt en 1922 à 79 ans, à l'hôtel-Dieu de Pontoise. Sa mort est annoncée dans la presse début janvier 1923,.

## Sources
- Philippe Mellot, La Vie secrète de Montmartre
- Article de 1911 illustré d'une photographie de la mère Adèle devant son chalet de la rue Norvins[7]